# Họ Ngô công
Họ Ngô công, hay họ Rết, có danh pháp khoa học là Scolopendridae (theo những tài liệu cũ hơn là Scolopendræ) là một họ rết (lớp Chilopoda) lớn.

## Mô tả
Hầu hết các loài thuộc họ này đều có bốn mắt đơn ở mỗi bên đầu và có 21 cặp chân, mặc dù có một số ngoại lệ: có 2 loài có số chân nhiều hơn (Scolopendropsis bahiensis, với 21 hoặc 23 cặp chân, và S. duplicata, với 39 hoặc 43 cặp chân), có một số loài không có mắt hoặc bị mù (chẳng hạn như Cormocephalus sagmus, C. pyropygus và C. delta). Ba loài có nguồn gốc châu Á thuộc họ này là Scolopendra cataracta, Scolopendra paradoxa và Scolopendra alcyona được ghi nhận có các hành vi của loài lưỡng cư. Hai loài khác, Scolopendra hardwickei và Hemiscolopendra edgeta được ghi nhận là có sự dị hình giới tính trong thành phần nọc độc của chúng.

## Các chi

### Phân họ Otostigminae (Kraepelin, 1903)[16][17]

#### Tông Otostigmini (Kraeplin, 1903)[18]
- Alipes Imhoff, 1854
- Alluropus Silvestri, 1911
- Digitips Attems, 1930
- Edentistoma Tömösváry, 1882
- Ethmostigmus Pocock, 1898
- Otostigmus Porat, 1876
- Rhysida Wood, 1862

#### Tông Sterropristini (Verhoeff, 1937)[19][20]
- Sterropristes Attems, 1934

### Phân họ Scolopendrinae (Leach, 1814)[16][21]
- Arthrorhabdus Pocock, 1891 (= Arthrorhabdinus)
- Asanada Meinert, 1885 (= Pseudocryptops)
- Asanadopsis  Würmli, 1972
- Campylostigmus Ribaut, 1923
- Notiasemus Koch, 1985

- Procrytops Piton, 1940
- Psiloscolopendra Kraepelin, 1903
- Rhoda Meinert, 1886 (= Pithopus)
- Scolopendra Linnaeus, 1758
- Scolopendropsis Brandt, 1841
- Tonkinodentus Schileyko, 1992

Ghi chép sớm nhất về họ này là †Cratoraricrus, một chi đã tuyệt chủng bắt đầu xuất hiện từ kỷ Phấn trắng sớm của thành hệ Crato ở Brasil.